# 파이살라바드 국제공항
파이살라바드 국제공항(영어: Faisalabad International Airport, IATA: LYP, ICAO: OPFA)은 파이살라바드에 위치한 파키스탄의 국제공항으로 현재 파이살라바드 국제공항은 3개의 국내선 노선과 3개의 국제선을 운항하고 있으며 2개의 화물 노선도 운항하고 있다.

## 운항 노선

### 국제선
| 항공사             | 목적지             |
| ------------------ | ------------------ |
| 파키스탄 국제 항공 | 두바이, 아부다비   |
| 샤힌 에어          | 하지 전세편 : 제다 |

### 국내선
| 항공사             | 목적지           |
| ------------------ | ---------------- |
| 파키스탄 국제 항공 | 물탄, 라힘야르칸 |

### 화물 노선
| 항공사    | 목적지         |
| --------- | -------------- |
| 스타 에어 | 카라치         |
| 로얄 항공 | 카라치         |
| TCS 항공  | 카라치, 두바이 |

## 연계 교통

### 도로 교통
- 자동차
- 버스

## 같이 보기
- 파키스탄의 교통